# قیفک هارلندی
قیفک هارلندی (نام علمی: Conus harlandi) نام یک گونه از سرده قیفک‌ها است.